# Baía das Vacas
A baía das Vacas, também conhecida como baía de Santo António, baía da Torre e enseada de São Filipe de Benguela, é um acidente geográfico do tipo baía localizado em frente à cidade de Benguela, em Angola. Situa-se na província de Benguela, na parte ocidental do país, a 430 quilômetros a sul da capital Luanda.
Este acidente geográfico foi vital para a construção do Forte de São Filipe de Benguela e do Porto de Benguela, marcos iniciais da ocupação portuguesa do centro-oeste de Angola, servindo como porta de entrada para o Planalto Central Angolano.
Numa definição mais estreita, a baía compreende toda massa d'água entre a foz do rio Catumbela e a ponta do Sombreiro, este último um cabo que também é uma elevação em forma de morro. Numa definição mais alargada, a baía compreende toda massa d'água da foz do Catumbela até a Ponta das Vacas, uma pequena península mais ao sul, abarcando até mesmo a baía da Caota.